# PGC 17164
LEDA/PGC 17164 ist eine Spiralgalaxie vom Hubble-Typ SAb im Sternbild Orion am Nordsternhimmel, die schätzungsweise 187 Millionen Lichtjahre von der Milchstraße entfernt ist. Die Galaxie gilt als Mitglied der NGC 1819-Gruppe (LGG 130).